# Dolina Rybiego Potoku

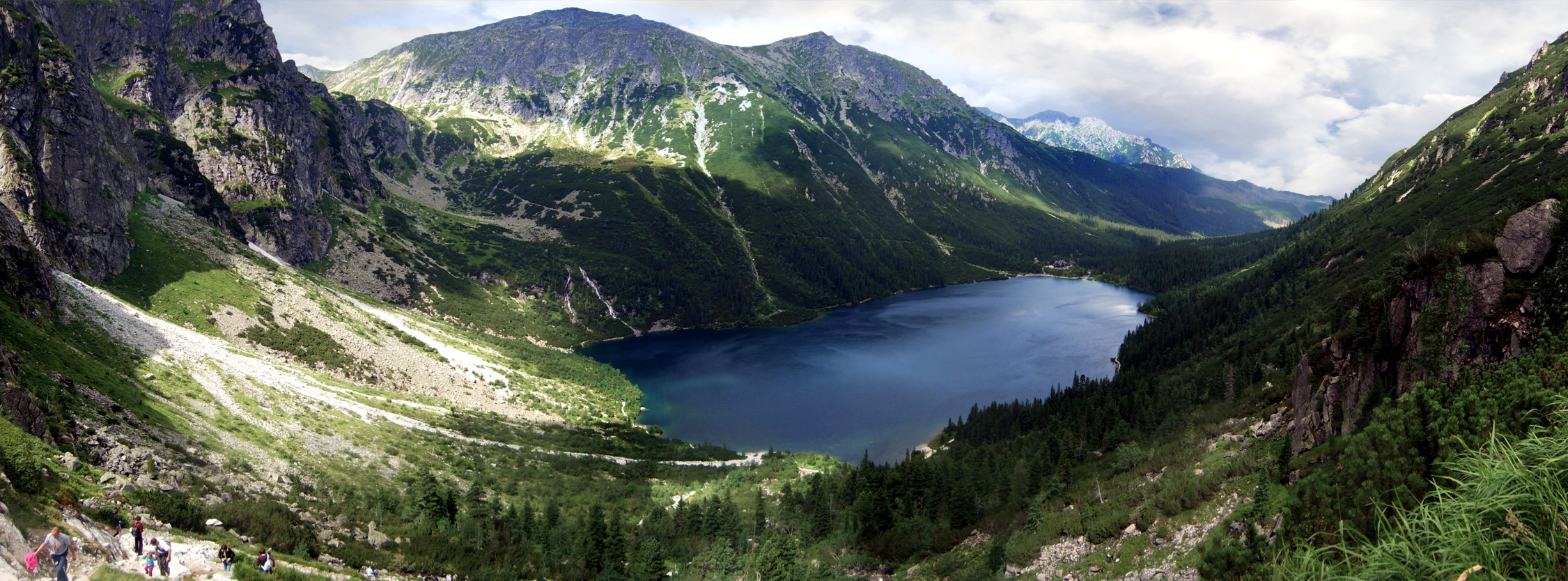
Mořské oko, pohled od Czarneho Stawu

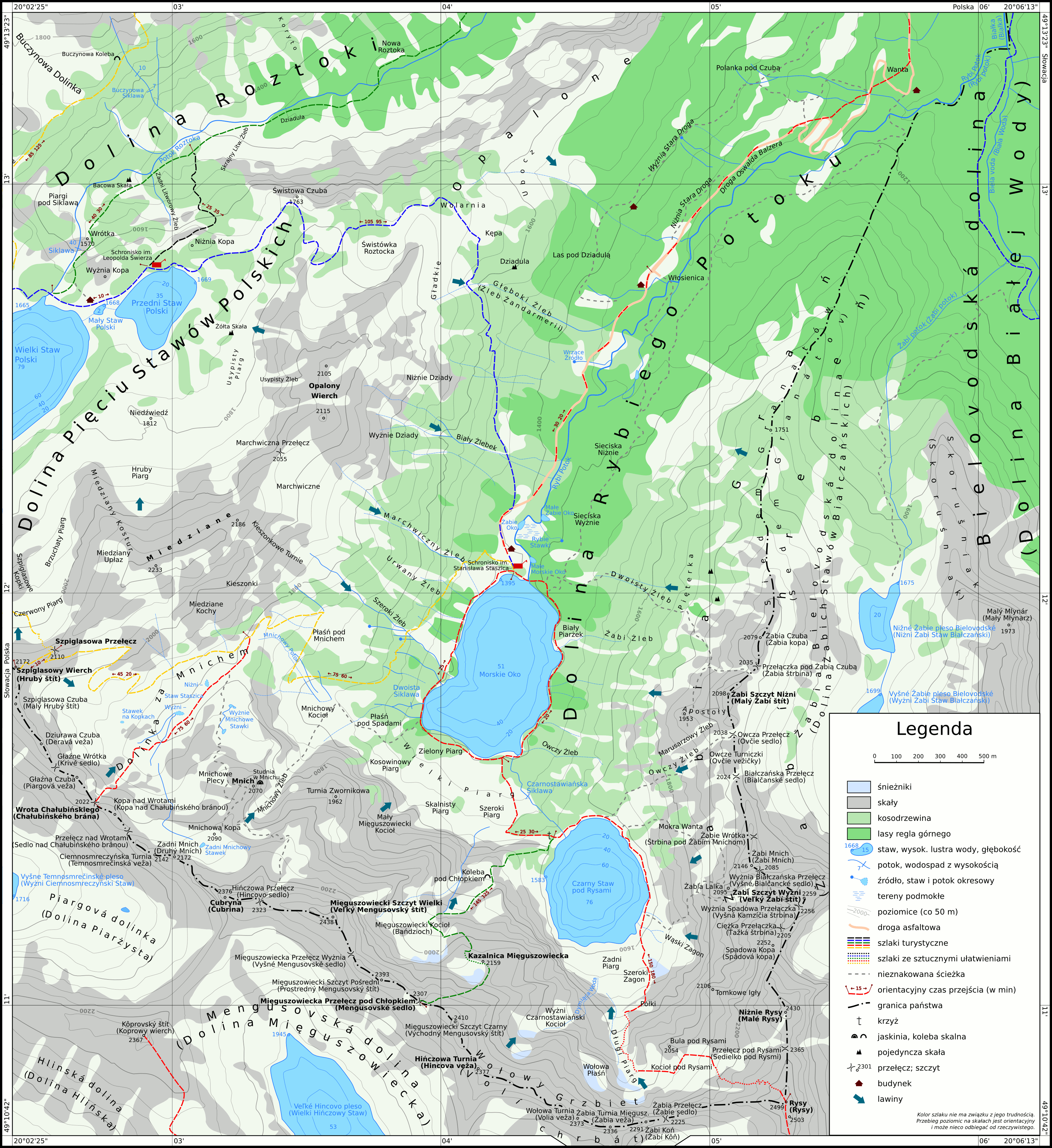
Mapa údolí

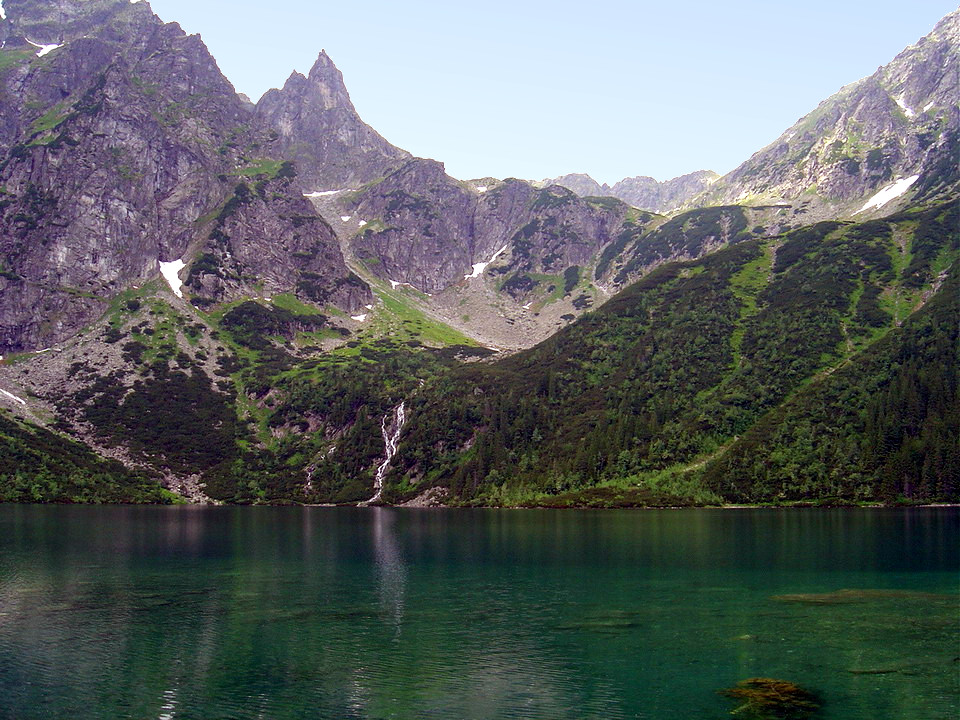
Morskie Oko a Mnich v horní části údolí

Dolina Rybiego Potoku, česky údolí Rybího potoka (slov.  dolina Rybieho potoka , něm. Fischseetal, maď. Halas-tavi-völgy) je údolí v polské části Vysokých Tater, větev Bielovodské doliny. Plocha údolí je cca 11,5 km², délka cca 5,5 km.
Údolí je obklopeno (od severozápadu, ve směru hodinových ručiček):
- severovýchodním hřebenem Hrubého štítu:
  - ve spodní části – hřebenem Opalone, který ho odděluje od údolí Dolina Roztoki;
  - V horní části – Opalony Wierch, Miedziane a Hrubý štít patřící k hlavnímu hřebeni Tater, na tomto úseku hraničí s Dolinou Pięciu Stawów Polskich;
- hlavním hřebenem Tater, na východ přes Hrubý štít, Zadni Mnich, Cubrynę, zde sousedí se se slovenskou Temnosmrečinskou dolinou;
- další částí hlavního hřebene od Cubryny přes Mengusovské štíty, Volí chrbát, Žabí kôň, Rysy, kde hraničí s Mengusovskou dolinou;
- dále přímo na sever z Rysů přes Malé Rysy, Žabí hrebeň, Veľký Žabí štít, Żabi Mnich, Żabi Szczyt Niżni až po Sedem Granátov, kde hraničí s Bielovodskou dolinou.

Ve spodní části údolí je největší jezero v Tatrách – Morskie Oko. Ve vyšší části je kotel jezera Czarny Staw pod Rysami a Dolina za Mnichem. Údolím protéká Rybí potok, který vytéká z Morskieho oka. Na zadní straně staré chaty na východní straně potoka je malé jezírko hruškovitého tvaru – Stawek przy Stadliskach. Něco níže se Rybí potok vlévá do dalších jezer – Rybie Stawki: Małe Morskie Oko, Żabie Oko a Małe Żabie Oko. V blízkosti chaty pod Wantą se Rybí potok vlévá do Biele vody, vytvářejíc řeku Biela voda.
Na tvaru údolí je dobře viditelný účinek ledovce: kotle, patrová struktura, podříznuté svahy, ohlazené skály, náspy bočních morén a čelní moréna (jeden z hezčích příkladů), na které je postavena chata. V údolí lze vidět všechny stupně, od lesního pásma po tundrové pásmo (pouze jediná oblast v Polsku). Zvláště cenné jsou zbytky primárních horských subalpinských smrkových aborovicových lesů. Flóra údolí se skládá z cca 350 druhů cévnatých rostlin, včetně cca 170 druhů skalniček. V údolí se lze setkat s jeleny (říjiště u Warty), medvědy, rysy, tatranskými svišti a kamzíky.
Dolina Rybiego Potoku je přístupná pro turisty. Značené turistické cesty vedou ve směru od chaty a Morskieho oka. Ještě před chatou odbočuje značená cesta přes hřeben Opalonego do údolí Dolina Pięciu Stawów Polskich. V blízkosti chaty se sbíhají cesty, vedoucí kolem Morskieho Oka, k Czarnemu Stawu a dále na Rysy nebo přes Kazalnicę na Mengusovské sedlo, přes údolí za Mnichem na Vráta Chałubińského nebo do sedla Szpiglasowa Przełęcz a dále do údolí Dolina Pięciu Stawów Polskich.

## Turistické cesty
– červená značka z Toporowe Cyrhly přes Psią Trawkę, Rówień Waksmundzka, dále Dolinou Rybiego Potoku podél cesty na Morskie Oko a kolem Czarného Stawu na Rysy.
- Doba přechodu z Wodogrzmoty Mickiewicze na chatu Morskie Oko: 1.30 h, 1.15 h ↓
- Doba přechodu z chaty k Czarnemu Stawu: 50 min, 40 min ↓
- Doba přechodu od chaty na Rysy: 3.50 h, 3.10 h ↓

 – asfaltová cesta z parkoviště na mýtině Palenica Białczańska (není k dispozici pro auta), spojení s červenou značkou před vodopády Wodogrzmoty Mickiewicze. Doba přechodu z Palenice na Morskie Oko: 2.20 h, 1.55 h ↓
 – červená značka kolem Morskiho oka. Čas: 50 min.
 – modrá značka od Morskieho Oka přes údolíčko Świstówka Roztocka na chatu PTTK v údolí Dolina Pięciu Stawów Polskich. Doba: 2 h, z druhé strany 1.40 h
 – žlutá značka od Morskieho oka do sedla Szpiglasową Przełęcz ("Ceprostrada"). Čas: 2.15 h, 1.40 h ↓
 – červená značka od žluté značky na Wrota Chałubińskiego. Doba: 1 h, 45 min ↓
 – zelená značka od Czarného Stawu přes Kazalnicę Mięguszowiecką do sedla Mięguszowiecką Przełęcz pod Chłopkiem. Čas: 2.30 h, ↓ 2 h